# Те-Анау (озеро)

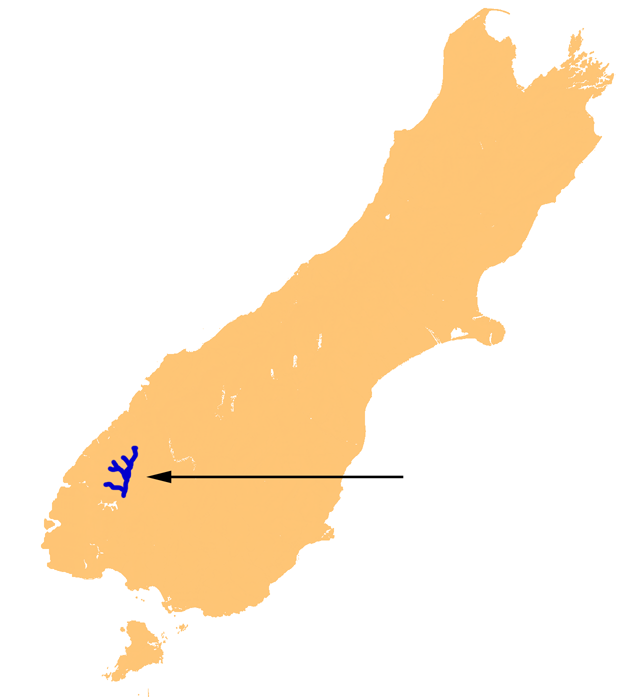
Озеро Те-Анау

Те-Анау — озеро в Новій Зеландії, що лежить на південному заході Південного острова. Спочатку озеро мало назву Те-Ана-ау, що в перекладі з мови маорі означає Печера з водою, що вирує. Площа озера становить 344 км², що робить його другим за площею поверхні озером Нової Зеландії (після Таупо) й найбільшим на Південному острові. Однак воно тримає першість в Австралазії за об'ємом прісної води.
Головна частина водойми постягається на 65 км з півночі на південь. Три великі фіорди утворюють рукави на західному березі: Північний, Середній та Південний. Це єдині фіорди в Новій Зеландії, що розташовані всередині суші, 14 інших врізаються в узбережжя океану. На вході в Середній фіорд лежать кілька маленьких островів, які ділять його вздовж на північно-західний та південно-західний рукави. Поверхня озера перебуває на висоті 210 м, а оскільки максимальна глибина становить 417 м, то значна частина його улоговини лежить нижче рівня моря.
Декілька річок живлять водойму, серед яких найважливіша — Еглінтон, що впадає зі сходу, навпроти Північного фіорду. Води озера через кількакілометрову річку Ваіау впадають в озеро Манапоурі. Містечко Те-Анау лежить на південно-східних околицях озера, біля витоку.
Більша частина водойми належить до національного парку Фіордланд, який в свою чергу входить до складу району Те-Вахіпоунаму, що внесений до списку світової спадщини ЮНЕСКО. Крім містечка Те-Анау лише фермерське поселення Те-Анау-Даунс є в районі озера, а саме біля гирла річки Еглінтон. Між цими двома поселеннями поверхня землі покрита пологими горбами, тоді як в інших місцях — гориста. На західному узбережжі деякі гори сягають у висоту до 1 400 метрів над поверхнею озера.

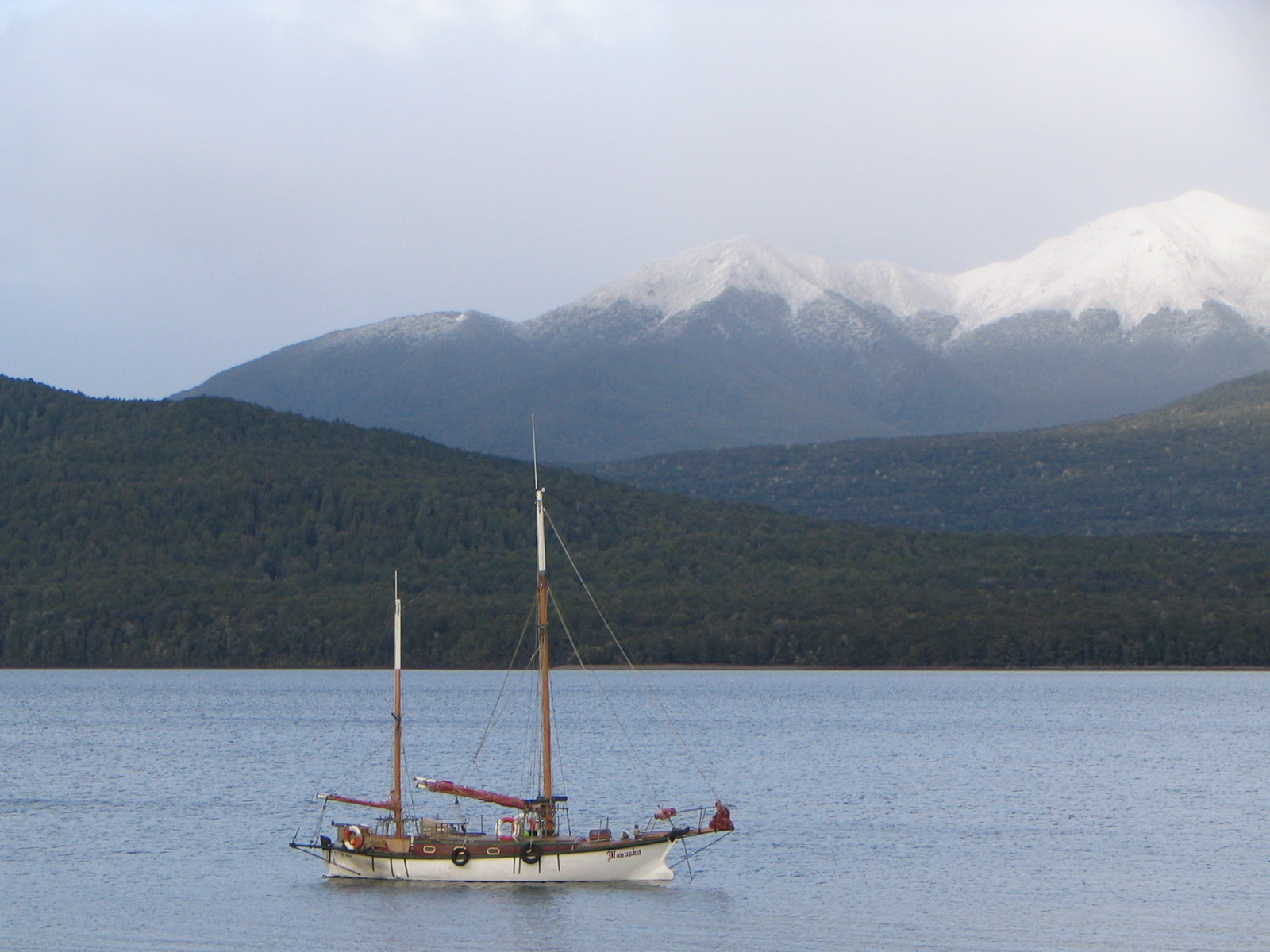
Озеро Те-Анау

Два Великих шляхи Нової Зеландії беруть початок біля озера. Мілфорд починається від північної окраїни озера, а Кеплер починається і закінчується біля південної окраїни озера, поблизу від витоку річки Ваіау.

## Флора та фауна
Численні види тварин і рослин є в басейні Те-Анау. Серед рослин можна знайти численні види папороті, в тому числі Blechnum discolor.
На берегах озера проживають кілька птахів, що перебувають під загрозою вимирання, особливо відомий серед них такахе, якого довгий час вважали вимерлим. Область між Середнім і Південним фіордами виділена як притулок для цих птахів. На західному узбережжі розташована система печер Те-Ана-ау.